# Allocosa pulchella
Allocosa pulchella är en spindelart som beskrevs av Roewer 1959. Allocosa pulchella ingår i släktet Allocosa och familjen vargspindlar.
Artens utbredningsområde är Namibia. Inga underarter finns listade i Catalogue of Life.